# Blandfordia punicea
Blandfordia punicea är en enhjärtbladig växtart som först beskrevs av Jacques-Julien Houtou de La Billardière, och fick sitt nu gällande namn av Robert Sweet. Blandfordia punicea ingår i släktet Blandfordia och familjen Blandfordiaceae. Inga underarter finns listade i Catalogue of Life.

## Bildgalleri

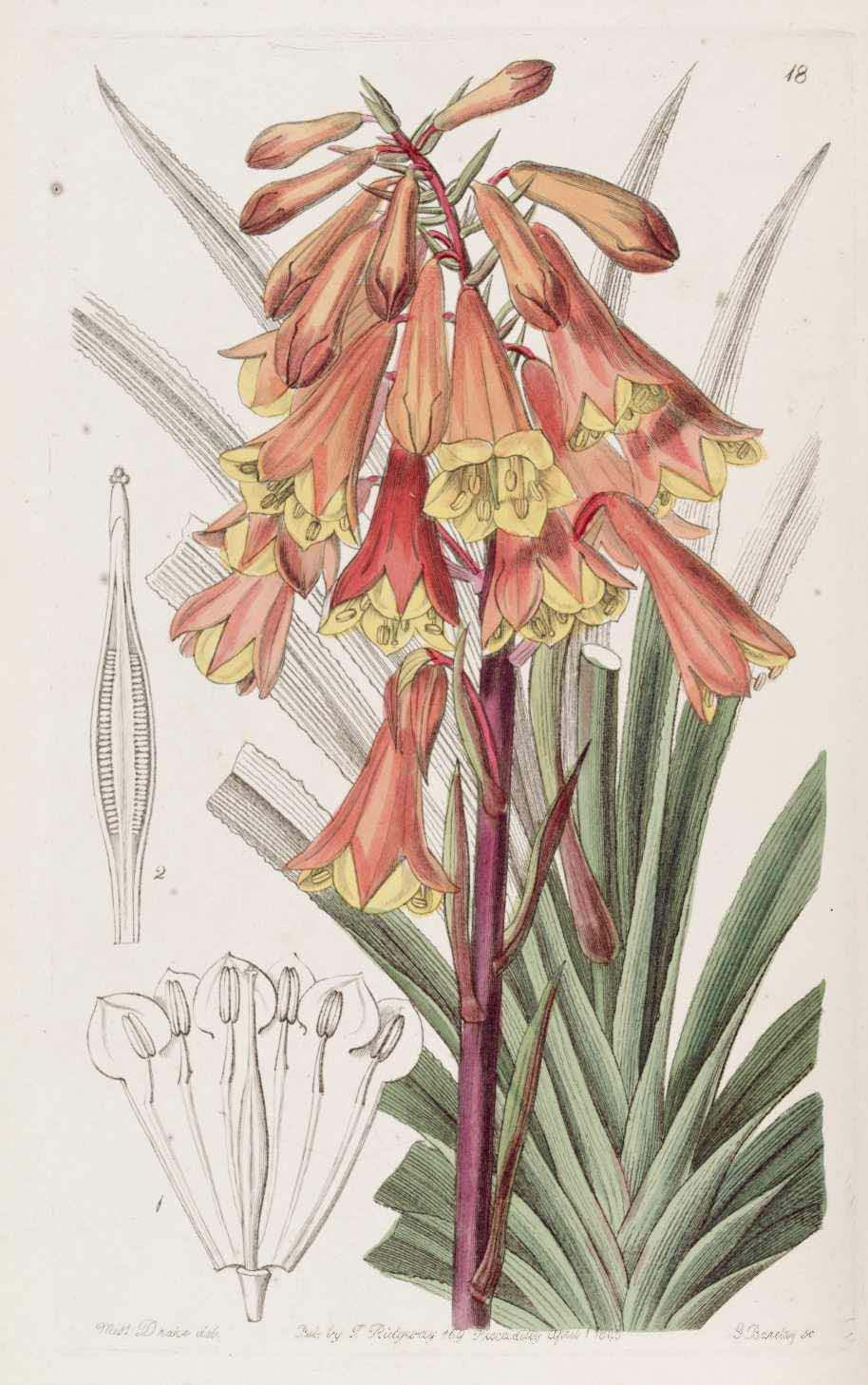